# كاراباو
كاراباو (بالإنجليزية: Carabao)‏ و(بالفلبينية: kalabáw‏) هو حيوان متميز وراثياً عن جاموس الماء المتواجد في المستنقعات. يعيش في الفلبين.